# 坦托尤卡

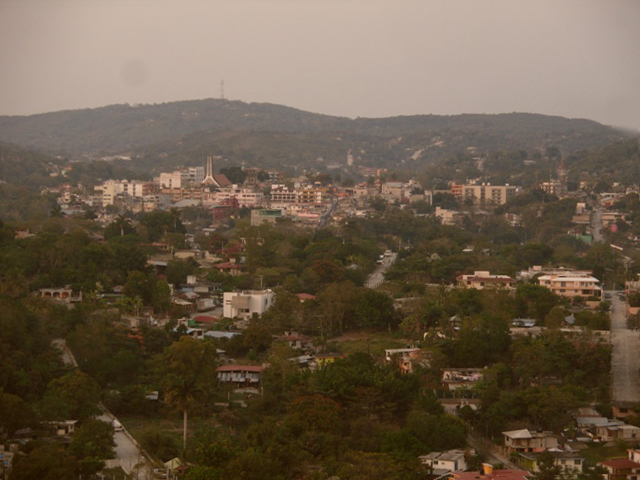

坦托尤卡是墨西哥的城鎮，由韋拉克魯斯州負責管轄，位於該國東部，始建於殖民時代前，面積1,205平方公里，海拔高度140米，2005年人口23,893。

## 外部連結
- Tantoyuca Web page of the Veracruz State Govt. Accessed 06 November 2008.